# رود آرون
رود آرون رودی است به کانال مانش می‌ریزد. این رود از کشور بریتانیا می‌گذرد. طول آن ۶۰ کیلومتر (۳۷ مایل) است.